# Blepyrus decimus
Blepyrus decimus är en stekelart som först beskrevs av Kerrich 1982.  Blepyrus decimus ingår i släktet Blepyrus och familjen sköldlussteklar. Inga underarter finns listade.